# Daniel Elmer Salmon
Daniel Elmer Salmon (Mount Olive, 23 luglio 1850 – Butte, 30 agosto 1914) è stato un veterinario e chirurgo statunitense.

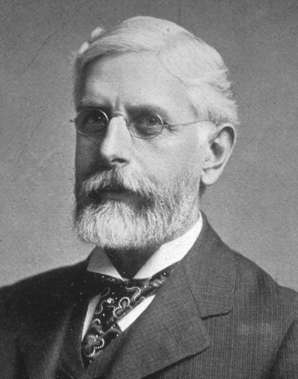
Daniel Elmer Salmon

Ottenne la sua prima laurea in veterinaria negli Stati Uniti e spese la sua carriera occupandosi dello studio delle malattie che colpivano gli animali per conto del Dipartimento dell'Agricoltura degli Stati Uniti. Prende il suo nome il genere di batterio Salmonella che fu scoperto da un suo assistente.

## Biografia

### Infanzia ed educazione
Salmon nacque presso Mount Olive. Il padre di Salmon, Daniel L. Salmon, morì nel 1851 e sua madre, Eleanor Flock Salmon, morì nel 1859, lasciandolo orfano all'età di 8 anni. Fu poi cresciuto dal suo cugino di secondo grado, Aaron Howell Salmon e passò il tempo a lavorare sia nella fattoria del cugino Aaron che come impiegato in un negozio di campagna. La sua educazione fu alla Mount Olive District School, al Chester Institute e all'Eastman Business College. Proseguì quindi gli studi alla Cornell University e si laureò in medicina veterinaria nel 1872. Dopo altri quattro anni di studi in medicina veterinaria e in scienze, nel 1876 ottenne il titolo di dottore in medicina veterinaria, il primo dottorato in medicina veterinaria rilasciato negli Stati Uniti. Verso la fine dei suoi studi alla Cornell, studiò alla Scuola Veterinaria di Alfort a Parigi.

### Carriera
Salmon aprì uno studio veterinario a Newark, nel New Jersey, nel 1872 e successivamente si trasferì ad Asheville, nella Carolina del Nord nel 1875 a causa di problemi di salute. Nel 1877 tenne una serie di conferenze all'Università della Georgia sul tema della scienza veterinaria. Ha lavorato per lo Stato di New York, studiando malattie nei suini e per il Dipartimento dell'Agricoltura degli Stati Uniti, studiando le malattie degli animali negli stati meridionali. Nel 1883 gli fu chiesto di istituire una divisione veterinaria all'interno del Dipartimento dell'Agricoltura. Questa divenne il Bureau of Animal Industry e Salmon ne ricoprì il ruolo di capo dal 1884 al 1º dicembre 1905.
Sotto la sua guida, il Bureau estirpò la contagiosa pleuropolmonite bovina negli Stati Uniti, studiò e controllò la febbre del Texas (Babesia), mise in atto un programma federale di ispezione delle carni, iniziò ad ispezionare il bestiame esportato e le navi che lo trasportavano, iniziò ad ispezionare e mettere in quarantena il bestiame importato e studiò l'effetto delle malattie degli animali sulla salute pubblica. In una sua relazione del 1894 che trattava delle cure dei suini, usò per primo la parola immunità di gregge a proposito di una sua supposta facoltà di resistenza alle malattie acquisita dagli animali. Nel 1906 fondò il dipartimento di veterinaria all'Università di Montevideo, in Uruguay, e ne fu direttore per cinque anni. Tornò negli Stati Uniti nel 1911 e si concentrò sul lavoro in ambito veterinario nella regione occidentale del paese.
La Salmonella è un genere di microrganismi, così chiamato in onore di Salmon da Joseph Leon Lignières nel 1900, sebbene l'uomo che in realtà ha scoperto e nominato il primo ceppo, la Salmonella choleraesuis, sia stato Theobald Smith, assistente di Salmon, che ha isolato il batterio nel 1885. Da quel momento sono stati identificati oltre 2.500 sottotipi.

### Morte
Morì di polmonite il 30 agosto 1914 a Butte, nel Montana e fu sepolto a Washington.

## Onorificenze[8]
- Membro onorario del Royal College of Veterinary Surgeons della Gran Bretagna
- Componente della American Association for the Advancement of Science
- Presidente e membro del comitato esecutivo della American Veterinary Medical Association
- Membro della "Washington Academy of Sciences"